# Wolfenstein: Youngblood
Wolfenstein: Youngblood je střílečka z pohledu první osoby z roku 2019, kterou vyvinuly společnosti MachineGames a Arkane Lyon a vydala Bethesda Softworks. Hra je spin-offem série Wolfenstein. 

## Hratelnost
Hraje se z pohledu první osoby. Součástí hry je i volitelný kooperativní režim pro více hráčů. Mise lze plnit v nelineárním pořadí a s postupem času si hráči mohou odemykat nové vybavení a schopnosti.

## Příběh
Odehrává se 19 let po hře Wolfenstein II: The New Colossus (2017) a sleduje dospívající dcery B. J. Blazkowicze Jessie a Zofii, které po něm pátrají ve Francii a zároveň odhalují nacistické spiknutí s cílem způsobit klimatickou apokalypsu.

## Vydání
Hra Wolfenstein: Youngblood byla vydána v červenci 2019 pro Windows, Nintendo Switch, PlayStation 4 a Xbox One. Později téhož roku vyšla pro Stadii. Souběžně s hrou byla vydána i hra Wolfenstein: Cyberpilot.

### Ohlasy
Hra získala smíšené hodnocení. Někteří kritici o sérii napsali, že je to krok zpět oproti předchozím dílům, ačkoli někteří recenzenti chválili souboje.